# Erika Mihevc Gabrovec
Erika Mihevc-Gabrovec, slovenska klasična filologinja, *4. december 1927, Ljubljana, †18. maj 2017, Ljubljana.

## Življenje
Klasično gimnazijo je obiskovala v Ljubljani, kjer je bila njena sošolka jezikoslovka Breda Pogorelec. Po zaključeni maturi se je leta 1946 vpisala na študij klasične filologije na univerzi v Ljubljani, še pred zaključkom le-tega pa se je tudi že zaposlila kot asistentka na taistem oddelku. Po diplomi je prejela štipendijo francoske vlade, s katero je odpotovala v Pariz, leta 1956 pa tudi štipendijo grške vlade, ki ji je omogočila nekajmesečno bivanje v Atenah, kjer se je naučila novogrškega jezika.  Do leta 1987, ko se je upokojila, je delovala kot profesorica jezikoslovnih predmetov na klasičnofilološkem oddelku Filozofske fakultete. Poročena je bila z arheologom in akademikom Stanetom Gabrovcem.

## Delo
Erika Mihevc-Gabrovec je nastopila profesorsko službo v povojnem času, ko je zanimanje za študij klasične filologije izredno upadlo, zainteresiranim študentom pa je manjkalo predznanja zaradi umika obeh jezikov, sploh grščine, iz večine srednjih šol. Večino svojega dela je tako namenila poučevanju grščine in latinščine, leta 1978 je izšel njen učbenik Grščina, teksti in vaje za pouk grščine, osnovan predvsem na razumevanju in prevajanju originalnih grških besedil. Leta 1995 je bila prva predsednica maturitetne predmetne komisije za grščino.
Na raziskovalnem področju se je uveljavila kot strokovnjakinja za poznoantično in srednjeveško grščino. Njena doktorska disertacija (1959) se tiče grškega perfekta v poznoantični dobi, pomembna pa je tudi monografija o skladnji v delih zgodnjebizantinskega pisca Ioannisa Moschosa. Velja za začetnico raziskovanja bizantinistike in novogrškega jezika na univerzi v Ljubljani.